# تشكيلات كأس العالم للأندية 2025

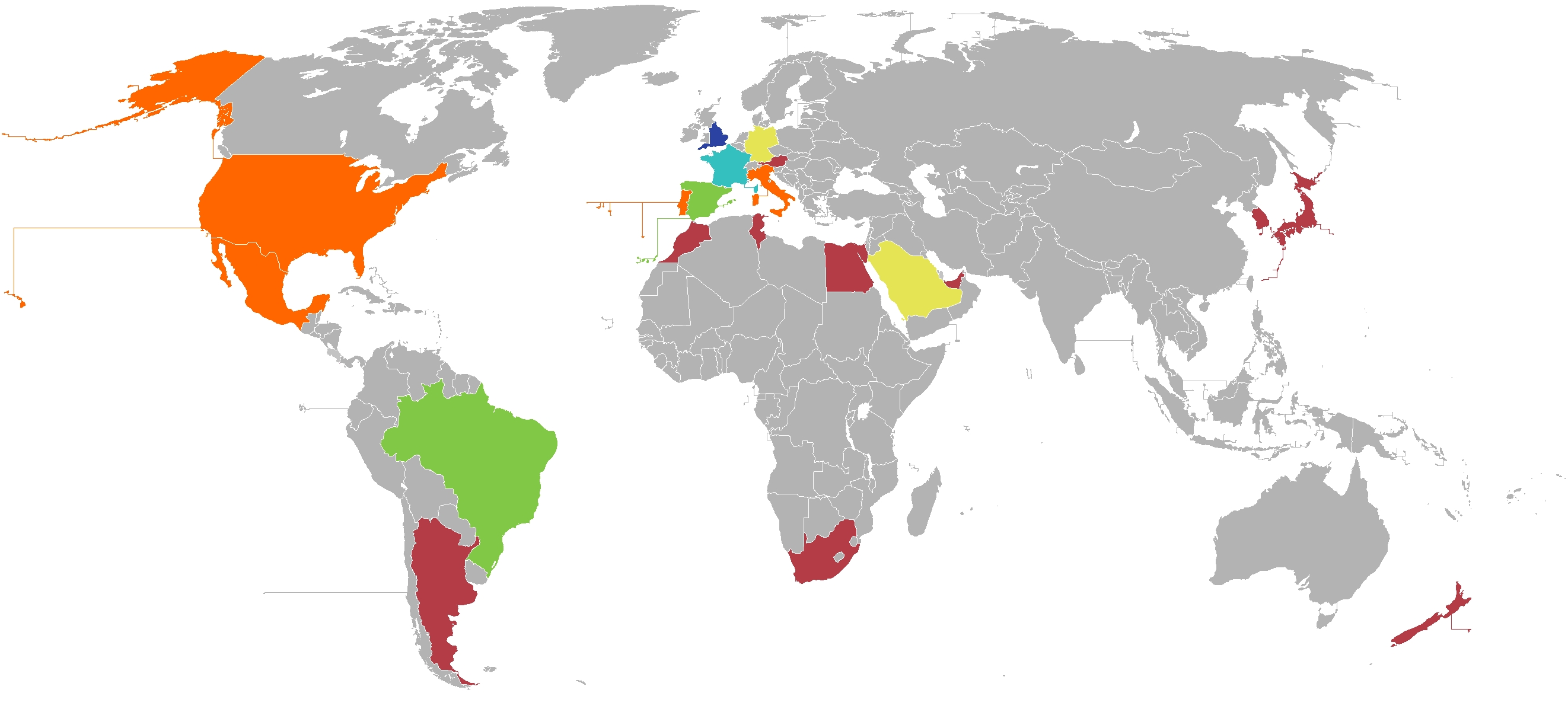
كأس العالم للأندية 2025

كأس العالم للأندية 2025 هي بطولة كرة قدم دولية ستقام في الولايات المتحدة في الفترة من 14 يونيو إلى 13 يوليو 2025. يتعين على الأندية الـ32 المشاركة في البطولة تسجيل تشكيلة أولية تتراوح بين 26 و35 لاعب، بما في ذلك ثلاثة حراس مرمى. اللاعبون في هذه الفرق فقط هم المؤهلون للمشاركة في البطولة.
وكان يتعين على كل ناد أن يقدم إلى الاتحاد الدولي لكرة القدم قائمة مؤقتة تضم ما بين 26 إلى 50 لاعب، بما في ذلك أربعة حراس مرمى. ولم يعلن الاتحاد الدولي لكرة القدم (فيفا) عن القوائم المؤقتة، مع السماح بإجراء تغييرات قبل تقديم القائمة النهائية (بما في ذلك اللاعبين المسجلين حديثًا). من 1 إلى 10 يونيو 2025، نفذت الاتحادات الأعضاء لجميع الأندية المشاركة فترة انتقالات استثنائية للسماح بتسجيل اللاعبين الجدد. من التشكيلة المؤقتة، تم تقديم القائمة النهائية التي تضم 26 لاعب على الأقل و35 لاعب على الأكثر لكل نادٍ إلى الاتحاد الدولي لكرة القدم (الفيفا) بحلول 10 يونيو، أي قبل أربعة أيام من المباراة الافتتاحية للبطولة. نشرت الفيفا القوائم النهائية مع أرقام الفرق على موقعها على الإنترنت في 11 يونيو.   خلال المسابقة، يمكن للأندية إجراء تغييرات محدودة على قائمتها النهائية في الفترة من 27 يونيو إلى 3 يوليو، في حال كان لدى اتحاد النادي نافذة انتقالات مفتوحة خلال هذه الفترة. ومع ذلك، لا يجوز لأي لاعب أن يشارك مع ناديين خلال البطولة. في حالة تعرض حارس المرمى الموجود في قائمة الفريق المقدمة لإصابة أو مرض قبل البطولة أو أثناءها، يمكن استبدال هذا اللاعب في أي وقت. يتعين على طبيب النادي والمسؤول الطبي لبطولة الفيفا أن يؤكدا أن الإصابة أو المرض شديد بما يكفي لمنع اللاعب من المشاركة في البطولة.
يمكن للاعبين ارتداء أرقام الفريق بين 1 و99، بشرط أن يكونوا مسجلين بنفس الرقم في موسم الدوري المحلي الأخير للنادي. في حين أن الأندية قد تسمي ما يصل إلى 35 لاعب، إلا أنه لا يمكن اختيار سوى 26 لاعب (11 لاعب أساسي و15 لاعب بديل) للمشاركة في كل مباراة.
وبما أن البطولة تبدأ بعد أربعة أيام من انتهاء فترة المباريات الدولية، فلا يُطلب من الأندية الوصول إلا قبل ثلاثة إلى خمسة أيام من مباراتها الأولى.  تعرض هذا الجدول لانتقادات بسبب عدم منح اللاعبين قدرًا كافيًا من الراحة قبل بدء البطولة. ورغم أن الأندية كانت مطالبة بتقديم تشكيلاتها الرسمية إلى الاتحاد الدولي لكرة القدم (فيفا)، إلا أن اللاعبين المسجلين لم يسافروا بالضرورة إلى البطولة.
يتم إدراج المركز لكل لاعب وفقًا لقائمة الفريق الرسمية التي نشرتها الفيفا. العمر المدرج لكل لاعب هو اعتبارًا من 14 يونيو 2025، وهو اليوم الأول من البطولة. تعكس جنسية كل لاعب المنتخب الوطني الذي يتأهل له كما هو محدد في قواعد أهلية الاتحاد الدولي لكرة القدم.

## قواعد أهلية اللاعبين والانتقال
خلال فترة البطولة، لا يُطلب من الأندية المشاركة السماح للاعبين بالانضمام إلى منتخباتها الوطنية للمشاركة في البطولات المدرجة في تقويم الفيفا (وخاصة كأس الكونكاكاف الذهبية 2025 ). ومع ذلك، لا يزال يتعين على الأندية إطلاق سراح لاعبيها خلال فترة المباريات الدولية مباشرة قبل البطولة، من 2 إلى 10 يونيو 2025. ويجب على جميع اللاعبين في كل فريق التسجيل بشكل صحيح لدى ناديهم وفقًا للوائح الاتحاد الدولي لكرة القدم (الفيفا) والاتحاد العضو ذي الصلة لكي يكونوا مؤهلين. ويُطلب من الأندية أيضًا إشراك أقوى فرقها طوال المسابقة.
تم التشكيك في التأثير المحتمل لانتقالات اللاعبين على البطولة، حيث ستكون فترة الانتقالات مفتوحة في العديد من الدوريات خلال البطولة، وبالتالي من الممكن نقل اللاعبين في البطولة إلى نادٍ مختلف أثناء البطولة، بما في ذلك الأندية المشاركة الأخرى. بالإضافة إلى ذلك، تنتهي عقود العديد من اللاعبين في أوروبا في 30 يونيو، مما قد يؤثر على مشاركة بعض اللاعبين. وفي ضوء ذلك، أنهى مجلس الاتحاد الدولي لكرة القدم في أكتوبر 2024 قواعد انتقالات اللاعبين للبطولة، بهدف "معادلة التناقضات الناجمة عن الاختلافات في فترات التسجيل وتوقيتات الموسم المحلي بين الأندية المشاركة إلى أقصى حد ممكن". وبناء على ذلك، تم منح جميع الاتحادات الأعضاء للأندية المشاركة خيار فتح نافذة تسجيل استثنائية من 1 إلى 10 يونيو 2025، والتي تنطبق على جميع أندية الاتحاد العضو المعني. يسمح هذا للأندية بتسجيل التعاقدات الجديدة قبل بدء المنافسة، بدلاً من أن تكون مقيدة بتواريخ فترة الانتقالات المعتادة، والتي غالبًا ما تفتح في الأول من يوليو. وفي حين ظل فتح النافذة الإضافية خاضعًا لتقدير الاتحادات الأعضاء بالكامل، فقد قامت بذلك جميع الاتحادات العشرين التي تضم أندية مشاركة.
ومع فتح نافذة الانتقالات في عدد من الاتحادات التابعة للاتحاد الدولي لكرة القدم (فيفا) خلال فترة البطولة، يُسمح للأندية بإجراء تعديلات على قوائمها النهائية في الفترة من 27 يونيو إلى 3 يوليو 2025، وذلك وفقًا لشروط محددة.
- يجوز للأندية استبدال اللاعبين الذين انتهت عقودهم خلال البطولة.
- يجوز للأندية تسجيل ما يصل إلى لاعبين إضافيين في القائمة النهائية، دون احتساب ذلك ضمن الحد الأقصى البالغ 35 لاعب.
- لا يجوز إضافة أكثر من ستة لاعبين في المجموع.
- يجب على أي لاعب تمت إضافته أن يكون مسجلاً في ناديه لدى اتحاد الأعضاء ذي الصلة خلال فترة التسجيل القياسية لهذا الاتحاد.
- لن يكون أي لاعب تمت إضافته مؤهلاً للعب في المباراة التالية إلا إذا تم إخطار الاتحاد الدولي لكرة القدم قبل 48 ساعة على الأقل من انطلاق المباراة.

ومع ذلك، بالنسبة للاعبين والمدربين الذين تنتهي عقودهم أو يخططون للانتقال أثناء البطولة، كان هدف الفيفا هو "تشجيع الأندية واللاعبين الذين تنتهي عقودهم على إيجاد حل مناسب لتسهيل مشاركة اللاعبين".
ورغم أن القاعدة العامة تنص على أن اللاعب لا يمكنه التسجيل لدى أكثر من ثلاثة أندية خلال موسم واحد، ولا يحق له خوض مباريات رسمية إلا مع ناديين فقط خلال تلك الفترة، فإن هذه القاعدة لا تُطبّق على مباريات كأس العالم للأندية، إذ لا تُحتسب ضمن هذا القيد. وفي حال تم إدراج اسم لاعب في القائمتين المؤقتتين لناديين مختلفين، فإن الأمانة العامة للفيفا تتولى البتّ في الأمر بعد الاستماع إلى جميع الأطراف المعنية لتحديد النادي الذي سيمثله اللاعب. ورغم أن الأندية تملك حق تعديل قوائمها النهائية أثناء البطولة، إلا أنه لا يجوز لأي لاعب أن يمثل أكثر من نادٍ واحد خلال نفس النسخة من البطولة.

## المجموعة الاولى

### الأهلي
المدرب: خوسيه ريفيرو
أعلن النادي الأهلي المصري عن التشكيلة النهائية المكونة من 28 لاعب.

### نادي إنتر ميامي لكرة القدم
المدرب: خافيير ماسكيرانو
أعلن نادي إنتر ميامي الأمريكي عن التشكيلة النهائية المكونة من 29 لاعب.

### نادي بالميراس
المدرب: أبيل فيريرا
أعلن نادي بالميراس البرازيلي عن التشكيلة النهائية المكونة من 29 لاعب.

### نادي بورتو
المدرب: مارتن أنسيلمي
أعلن نادي بورتو البرتغالي عن التشكيله النهائية المكونة من 34 لاعب. تم استبدال حارس المرمى صامويل البرتغال بجونزالو ريبيرو في لاحقا 

## المجموعة الثانية

### أتلتيكو مدريد
المدرب: دييغو سيميوني
أعلن نادي أتلتيكو مدريد الإسباني عن التشكيلة النهائية المكونة من 34 لاعب.

### بوتافوغو
المدرب: ريناتو بايفا
أعلن نادي بوتافوجو البرازيلي عن التشكيلة النهائية المكونة من 35 لاعب.

### باريس سان جيرمان
المدرب: لويس إنريكي
أعلن نادي باريس سان جيرمان الفرنسي عن التشكيلة النهائية المكونة من 27 لاعب.

### نادي سياتل ساوندرز لكرة القدم
المدرب: بريان شميتزر
أعلن نادي سياتل ساوندرز الأمريكي عن التشكيلة النهائية المكونة من 26 لاعب. 

## المجموعة الثالثة

### نادي أوكلاند سيتي
مدير: بول بوسا / إيفان فيسيليتش (مؤقتًا) 

### بايرن ميونيخ
مدير: فينسنت كومباني
أعلن نادي بايرن ميونخ الألماني عن التشكيلة النهائية المكونة من 32 لاعب. غادر ليروي ساني الفريق في 30 يونيو بعد التوقيع مع نادٍ جديد.

### بنفيكا
مدير: برونو لاجي
أعلن نادي بنفيكا البرتغالي عن التشكيلة النهائية المكونة من 30 لاعب.

### بوكا جونيورز
مدير: ميغيل أنخيل روسو
أعلن نادي بوكا جونيورز الأرجنتيني عن التشكيلة النهائية المكونة من 35 لاعب.

## المجموعة الرابعة

### تشيلسي
مدير: إنزو ماريسكا
أعلن نادي تشيلسي الإنجليزي عن التشكيلة النهائية الأولية المكونة من 28 لاعب. تم إضافة اللاعب الجديد جواو بيدرو إلى الفريق خلال فترة التسجيل الثانية للبطولة في 2 يوليو

### الترجي التونسي
مدير: ماهر كنزاري
أعلن نادي الترجي التونسي عن القائمة النهائية المكونة من 32 لاعب.

### فلامنجو
المدرب: فيليبي لويس
أعلن نادي فلامنجو البرازيلي عن التشكيلة النهائية المكونة من 35 لاعب.

### نادي لوس أنجلوس لكرة القدم
مدير: ستيف تشيروندولو
أعلن نادي لوس أنجلوس إف سي الأمريكي عن التشكيلة النهائية المكونة من 31 لاعب.

## المجموعة الخامسة

### إنتر ميلان
مدير: كريستيان تشيفو
أعلن نادي العين الإماراتي عن التشكيلة النهائية المكونة من 33 لاعب.

### نادي مونتيري
مدير: دومينيك تورنت
أعلن نادي مونتيري المكسيكي عن التشكيلة النهائية المكونة من 30 لاعب.

### ريفر بليت
مدير: مارسيلو جالاردو
أعلن نادي ريفر بليت الأرجنتيني عن التشكيلة النهائية المكونة من 34 لاعب.

## المجموعة السادسة

### بوروسيا دورتموند
مدير: نيكو كوفاتش
أعلن نادي بوروسيا دورتموند الألماني عن التشكيلة النهائية المكونة من 30 لاعب.

### فلومينينسي
مدير: ريناتو غاوتشو
أعلن نادي فلومينينسي البرازيلي عن التشكيلة النهائية المكونة من 32 لاعب.

### ماميلودي صن داونز
مدير: ميغيل كاردوسو
أعلن نادي ماميلودي صن داونز الجنوب أفريقي عن التشكيلة النهائية المكونة من 35 لاعب.

### أولسان إتش دي
مدير: كيم بان جون
أعلن نادي أولسان الكوري الجنوبي عن التشكيلة النهائية المكونة من 29 لاعب.

## المجموعة السابعة

### نادي العين
مدير: فلاديمير إيفيتش

### يوفنتوس
مدير: إيغور تيودور
أعلن نادي يوفنتوس الإيطالي عن التشكيلة النهائية المكونة من 35 لاعب.

### مانشستر سيتي
مدير: بيب جوارديولا
أعلن نادي مانشستر سيتي الإنجليزي عن التشكيلة النهائية المكونة من 27 لاعب.

### نادي الوداد الرياضي
مدير: محمد أمين بنهاشم
أعلن نادي الوداد الرياضي المغربي عن التشكيلة النهائية المكونة من 29 لاعب.

## المجموعة الثامنة

### الهلال
مدير: سيموني إنزاجي
أعلن نادي الهلال السعودي عن تشكيلته الأولية النهائية والتي ضمت 35 لاعب. تم إضافة اللاعب الجديد المعار عبد الرزاق حمدالله إلى الفريق خلال فترة التسجيل الثانية للبطولة في 2 يوليو.

### باتشوكا
مدير: خايمي لوزانو
أعلن نادي باتشوكا المكسيكي عن التشكيلة النهائية المكونة من 30 لاعب.

### ريال مدريد
مدير: تشابي ألونسو
أعلن نادي ريال مدريد الإسباني عن التشكيلة النهائية المكونة من 34 لاعب.

### ريد بول سالزبورغ
مدير: توماس ليتش
أعلن نادي ريد بول سالزبورغ النمساوي عن التشكيلة النهائية المكونة من 28 لاعب.

## الإحصائيات

### تمثيل اللاعبين حسب الدولة
| العدد | الدولة           |
| ----- | ---------------- |
| 142   | البرازيل         |
| 103   | الأرجنتين        |
| 54    | إسبانيا          |
| 50    | البرتغال         |
| 41    | المكسيك          |
| 39    | الولايات المتحدة |
| 36    | فرنسا إيطاليا    |
| 35    | ألمانيا          |
| 32    | المغرب           |
| 31    | جنوب إفريقيا     |
| 29    | اليابان          |
| 27    | كوريا الجنوبية   |
| 25    | إنجلترا السعودية |
| 24    | الأوروغواي       |
| 23    | مصر تونس         |
| 21    | نيوزيلندا        |
| 15    | كولومبيا         |
| 13    | النمسا           |

#### تمثيل اللاعبين حسب الدولة اقل من 10 لاعبين
| العدد | الدولة |
| ----- | --- |
| 9     | بلجيكا السويد |
| 8     | مالي هولندا النرويج الإمارات العربية المتحدة |
| 6     | تشيلي كرواتيا باراغواي سويسرا تركيا فنزويلا |
| 5     | الدنمارك الإكوادور نيجيريا صربيا |
| 4     | الجزائر بولندا |
| 3     | كندا غانا اليونان السنغال سلوفينيا أوكرانيا |
| 2     | ألبانيا أنغولا الكاميرون ساحل العاج السلفادور إسرائيل لوكسمبورغ |
| 1     | أرمينيا البوسنة والهرسك بوركينا فاسو الصين الكونغو جمهورية الدومينيكان الغابون جورجيا غواتيمالا غينيا غيانا هايتي هندوراس إيران جامايكا كوسوفو مارتينيك الجبل الأسود موزمبيق ناميبيا فلسطين بيرو جمهورية أيرلندا روسيا سلوفاكيا سوريا تنزانيا توغو أوغندا أوزبكستان زيمبابوي |

### تمثيل المدربين حسب البلد
| # | البلد            | المدربين |
| - | ---------------- | --- |
| 5 | الأرجنتين        | خافيير ماسكيرانو (إنتر ميامي), Martín Anselmi (بورتو), دييغو سيميوني (Atlético Madrid), ميغيل أنخيل روسو (Boca Juniors), مارسيلو غاياردو (River Plate) |
| 5 | إسبانيا          | خوسيه ريفيرو (Al Ahly), لويس إنريكي (باريس سان جيرمان), Domènec Torrent (Monterrey), بيب غوارديولا (مانشستر سيتي), تشابي ألونسو (ريال مدريد)           |
| 4 | البرتغال         | أبيل فيريرا (Palmeiras), Renato Paiva (Botafogo), برونو لاجي (بنفيكا), ميغيل كاردوزو (Mamelodi Sundowns)                                               |
| 2 | البرازيل         | فيليبي لويس (Flamengo), ريناتو غاوتشو (Fluminense) |
| 2 | كرواتيا          | نيكو كوفاتش (Borussia Dortmund), إيغور تودور (Juventus)                                                                                                |
| 2 | إيطاليا          | إنزو ماريسكا (تشيلسي), سيموني إنزاغي (Al Hilal) |
| 2 | الولايات المتحدة | بريان شميتزر (Seattle Sounders FC), ستيف تشيروندولو (Los Angeles FC)                                                                                   |
| 1 | بلجيكا           | فينسنت كومباني (بايرن ميونخ) |
| 1 | ألمانيا          | Thomas Letsch (Red Bull Salzburg) |
| 1 | المكسيك          | خايمي لوزانو (Pachuca) |
| 1 | المغرب           | Mohamed Amine Benhachem (Wydad AC) |
| 1 | نيوزيلندا        | Paul Posa / إيفان فيسليتش (Auckland City) |
| 1 | بولندا           | Maciej Skorża (Urawa Red Diamonds) |
| 1 | رومانيا          | كريستيان كيفو (إنتر ميلان) |
| 1 | صربيا            | Vladimir Ivić (Al Ain) |
| 1 | كوريا الجنوبية   | Kim Pan-gon (Ulsan HD) |
| 1 | تونس             | ماهر الكنزاري (Espérance de Tunis) |

### متوسط أعمار الفرق
| النادي              | معدل العمر | أكبر لاعب                              | أصغر لاعب                                                       |
| ------------------- | ---------- | -------------------------------------- | --------------------------------------------------------------- |
| Palmeiras           | 25.8       | Marcelo Lomba (38 سنوات و178 أيام)     | Estêvão (18 سنوات و51 أيام)                                     |
| Porto               | 23.4       | إيفان ماركانو (37 سنوات و356 أيام)     | Rodrigo Mora (18 سنوات و40 أيام)                                |
| Al Ahly             | 27.3       | محمد الشناوي (36 سنوات و178 أيام)      | كريم الدبيس (22 سنوات و11 أيام)                                 |
| إنتر ميامي          | 26         | أوسكار أوستاري (38 سنوات و346 أيام)    | Santiago Morales (18 سنوات و125 أيام)                           |
| Paris Saint-Germain | 23.1       | ماركينيوس (31 سنوات و31 أيام)          | Ibrahim Mbaye (17 سنوات و141 أيام)                              |
| أتلتيكو مدريد       | 26.2       | أكسيل فيتسل (36 سنوات و153 أيام)       | Taufik Seidu (17 سنوات و145 أيام)                               |
| Botafogo            | 25.9       | Marçal (36 سنوات و115 أيام)            | Álvaro Montoro (18 سنوات و58 أيام)                              |
| سياتل ساوندرز       | 26.6       | شتيفان فراي (39 سنوات و55 أيام)        | أوبيد فارغاس (19 سنوات و313 أيام)                               |
| Bayern Munich       | 24.8       | مانويل نوير (39 سنوات و79 أيام)        | Cassiano Kiala (16 سنوات و154 أيام)                             |
| Auckland City       | 27.1       | Zhou Tong (35 سنوات و153 أيام)         | Jeremy Foo (18 سنوات و99 أيام)                                  |
| بوكا جونيورز        | 27.3       | Javier García (38 سنوات و136 أيام)     | Camilo Rey Domenech (19 سنوات و96 أيام)                         |
| Benfica             | 23.4       | نيكولاس أوتامندي (37 سنوات و122 أيام)  | Eduardo Fernandes (18 سنوات و82 أيام)                           |
| Flamengo            | 25.5       | Bruno Henrique (34 سنوات و166 أيام)    | Léo Nannetti (17 سنوات و297 أيام)                               |
| Espérance de Tunis  | 24.5       | حمزة الجلاصي (33 سنوات و258 أيام)      | Koussay Maacha (18 سنوات و24 أيام)                              |
| Chelsea             | 22.7       | توسين أدارابيويو (27 سنوات و263 أيام)  | Josh Acheampong (19 سنوات و40 أيام)                             |
| نادي لوس أنجلوس     | 26         | أوليفييه جيرو (38 سنوات و257 أيام)     | Jude Terry (16 سنوات و249 أيام)                                 |
| River Plate         | 27.9       | إنزو بيريز (39 سنوات و112 أيام)        | فرانكو ماستانتونو (17 سنوات و304 أيام)                          |
| أوراوا رد دايموندز  | 26.3       | شوساكو نيشيكاوا (38 سنوات و361 أيام)   | Takeshi Wada (16 سنوات و9 أيام)                                 |
| Monterrey           | 27.9       | سيرخيو راموس (39 سنوات و76 أيام)       | Joaquín Moxica (19 سنوات و138 أيام)                             |
| إنتر ميلان          | 26.2       | فرانسيسكو أتشيربي (37 سنوات و124 أيام) | Matteo Cocchi (18 سنوات و133 أيام)                              |
| Fluminense          | 27.8       | Fábio (44 سنوات و257 أيام)             | Wallace Davi (18 سنوات و35 أيام)                                |
| بوروسيا دورتموند    | 23.6       | أليكسندر ماير ‏ (34 سنوات و62 أيام)     | Mathis Albert (16 سنوات و24 أيام)                               |
| Ulsan HD            | 27.1       | إي تشونغ يونغ (36 سنوات و347 أيام)     | Baek In-woo (18 سنوات و197 أيام)                                |
| Mamelodi Sundowns   | 27.4       | دينيس أونيانجو (40 سنوات و30 أيام)     | Siyabonga Mabena (18 سنوات و116 أيام)                           |
| Manchester City     | 25.5       | إيلكاي غوندوغان (34 سنوات و233 أيام)   | فيتور ريس (لاعب كرة قدم مواليد يناير 2006) (19 سنوات و153 أيام) |
| نادي الوداد الرياضي | 26.4       | نور الدين أمرابط (38 سنوات و75 أيام)   | Yassine Bennani (16 سنوات و332 أيام)                            |
| Al Ain              | 24.4       | روي باتريسيو (37 سنوات و119 أيام)      | Joshua Udoh (17 سنوات و344 أيام)                                |
| Juventus            | 24.3       | كارلو بنسوليو (35 سنوات و90 أيام)      | Vasilije Adžić (19 سنوات و33 أيام)                              |
| Real Madrid         | 24.5       | لوكا مودريتش (39 سنوات و278 أيام)      | خيسوس فورتيا (18 سنوات و80 أيام)                                |
| Al Hilal            | 25.8       | علي البليهي (35 سنوات و205 أيام)       | Saleh Barnawi (18 سنوات و126 أيام)                              |
| Pachuca             | 26.3       | غوستافو كابرال (39 سنوات و243 أيام)    | Elías Montiel (19 سنوات و250 أيام)                              |
| Red Bull Salzburg   | 21.9       | كريم أونيسيو (33 سنوات و89 أيام)       | Christian Zawieschitzky (18 سنوات و43 أيام)                     |

## روابط خارجية
- الموقع الرسمي